# Umut Bulut
Umut Bulut, född 15 mars 1983 i Kayseri, är en turkisk fotbollsspelare som spelar för Yeni Malatyaspor. Han spelar även för det turkiska landslaget. 

## Spelarkarriär
Umut Bulut började sin karriär i Petrol Ofisi Spor. Därefter blev det spel i Ankaragücü, innan han blev utlånad till İnegölspor. Efter det köptes hans tjänster som fotbollsspelare av Trabzonspor. Bulut lämnade Trabzonspor för den franska klubben Toulouse 2011. Han återvände 2012 till Turkiet och skrev på för Galatasaray.

## Meriter
Trabzonspor
- Turkiska Cupen: 2010
- Turkiska Supercupen: 2010

Galatasaray
- Süper Lig: 2013, 2015
- Turkiska Cupen: 2014, 2015
- Turkiska Supercupen: 2012, 2013, 2015